# ОШ „Ратко Јовановић” Крушчица
ОШ „Ратко Јовановић” Крушчица, у насељеном месту на територији општине Ариље, матична је школа у чијем саставу су још издвојена одељења у насељима Висока, Радошево, Гривска и Северово.

## Историјат
Основна школа је почела са радом 1922. године у згради крушчичке општине, на месту званом Бјеловац. Ђаци су наставу похађали ту школу, све до школске 1928/29. године када је школа премештена у данашњи центар села, у кућу Добросава Перовића. Садашња школска зграда саграђена је 1929. године, у то време у једној од најсавременијих и најлепших школских зграда у ариљском срезу.
Крушчичани су ову зграду добили захваљујући великом добротвору Сави Савићу, познатом београдском привреднику, банкару, трговцу родом из овог места, који је купио земљиште и саградио школу, као поклон завичају. Школска зграда је дограђена 1968. године и у њој ђаци и данас похађају наставу. Зграда је у поседњих десетак година потпуно реконструисана.

## Ђачко перо
Ђачко перо је лист ученика који излази од јануара 2005. године. Лист се бави животом и радом школе као и њеним односом према према средини која је окружује, доноси интервју са личношћу која је значајно утицала на живот школе у периоду између два броја и велики број литерарних и ликовних радова.